# Autevielle-Saint-Martin-Bideren
Autevielle-Saint-Martin-Bideren là một xã thuộc tỉnh Pyrénées-Atlantiques trong vùng Aquitaine ở tây nam nước Pháp. Xã này nằm ở khu vực có độ cao trung bình 65 mét trên mực nước biển.